# Štolmíř
Štolmíř (niem. Stolmirsch, Markt Sittemir) je vesnice ve Středočeském kraji, okrese Kolín. Bývalá samostatná obec je od roku 1964 částí města Český Brod. V roce 2011 zde bylo evidováno 101 adres.
Štolmíř je také název katastrálního území o rozloze 6,78 km2.
Štolmíří prochází silnice II. třídy II/245. Jižně od zastavěného území prochází železniční trať Praha – Česká Třebová, nejbližší stanice je Český Brod.

## Historie

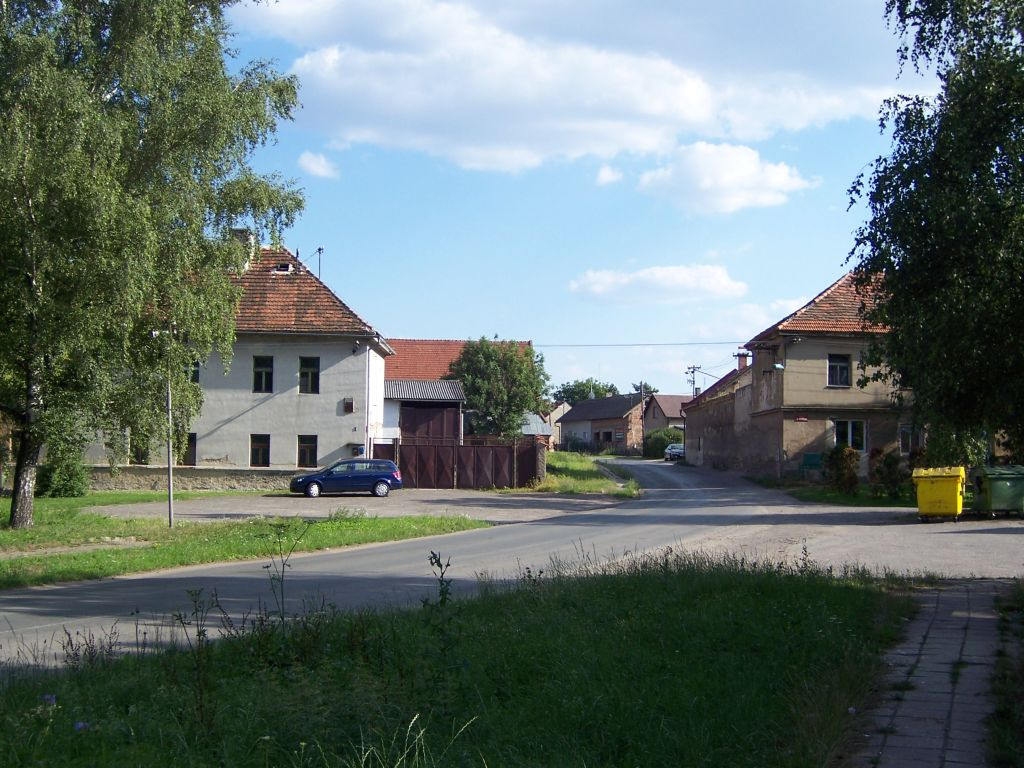
Náves u kostela

Dnešní Štolmíř se v historické literatuře uvádí jako dvorec Žitomiř. V Dalimilově kronice je například zmíněno, že se zde podrobil zlický kníže Radslav sv. Václavovi („Přěbyv s ním v Žitomíři,o vše dobré s ním sě smíři“).
Za Václava II. byla Štolmíř královským majetkem, který byl administrativně zařazen k panství Poděbrady. V roce 1575 získalo Štolmíř město Český Brod. Po konfiskaci v roce 1623 připadla Štolmíř černokosteleckému panství.

## Památky
Nejvýznamnější architektonickou památkou ve Štolmíři je barokní kostel sv. Havla. Stal se inspirací např. pro malíře Antonína Slavíčka, který v obci pobýval díky tomu, že zde vyrostla jeho manželka Bohumila, pozdější žena Herberta Masaryka a matka vnuček prezidenta T.G. Masaryka. Poté, co jí v dětství zemřeli rodiče, žila zde na statku svého strýce.

## Osobnosti
- Karel Dlabal (1927–2014), český plastický chirurg, primář Ústavu chirurgie ruky a plastické chirurgie ve Vysokém nad Jizerou